# Wojciech Walerian Suchodolski
Wojciech Walerian Suchodolski herbu Janina (ur. 1749, zm. 1826) – konfederat barski, kasztelan radomski w latach 1790–1793, chorąży chełmski w 1787 roku, poseł na Sejm Czteroletni.

## Życiorys
Wywodził się ze znanego rodu Suchodolskich posiadającego dobra ziemskie na Lubelszczyźnie. Jego ojcem był Michał Maurycy Suchodolski, chorąży krasnostawski i chełmski, podczaszy krasnostawski i chełmski, kasztelan lubelski. Wojciech Suchodolski był właścicielem dóbr ziemskich: 1/2 Bystrzycy, Wola Bobrowa, 1/2 Woli Bystrzyckiej, Wojcieszków, Dorohusk i Gościeradów. Osiadł w dobrach wojcieszkowskich, gdzie wybudował pałac. Rotmistrz kawalerii narodowej. Od roku 1777 szambelan Stanisława Augusta Poniatowskiego.
Poseł na sejm 1782 roku z województwa lubelskiego.
Był członkiem konfederacji Sejmu Czteroletniego. Zasłynął jako największy mówca Sejmu Czteroletniego. Czołowy polityk partii hetmańskiej, czyli opozycji magnackiej kierowanej przez hetmana Franciszka Ksawerego Branickiego, członek Deputacji do Formy Rządu. Był też autorem ustawy Fundusz dla wojska, która wprowadzała zasadę finansowania wojska z dóbr ziemskich należących do kleru. Swoją postawą przyczynił się do włączenia Księstwa Siewierskiego w granice Rzeczypospolitej. Hrabia galicyjski.
Jego prawnuczką była Emilia Węsławska, tłumaczka, pisarka, publicystka, działaczka społeczna i narodowa.